# 松平忠国 (武蔵国忍藩主)
松平 忠国（まつだいら ただくに）は、江戸時代後期の大名。武蔵国忍藩3代藩主。官位は従四位下・侍従、左近衛少将。奥平松平家11代。

## 生涯
伊勢国桑名藩主・松平忠翼の五男として誕生。天保12年（1841年）5月9日、三兄・忠彦の跡を継いで忍藩主となった。同年12月16日、従五位下・駿河守に叙任する。後に下総守、織部正に改める。天保13年（1842年）には房総半島沿岸の警備、嘉永6年（1853年）には品川台場の警備を務めている。
弘化元年12月16日（1845年）、従四位下に昇進する。弘化2年（1845年）3月25日、溜の間詰めとなる。同年4月5日、侍従に任官する。弘化3年（1846年）6月2日、アメリカ東インド艦隊の浦賀来航により沿岸警備を命じられ、11月16日には幕府から浦賀沿岸警備の費用として5000両を支給された。弘化4年12月15日（1848年）、幕府から安房国・上総国の沿岸警備を命じられ、3月15日に幕府から沿岸警備の費用として1万5千両を支給される。安政元年12月16日（1855年）、左少将に任官する。
文久3年（1863年）4月1日に隠居し、養子・忠誠に家督を譲ったが、実権はなおも握り続けた。慶応4年（1868年）の鳥羽・伏見の戦い後、親藩だったということもあり藩内では旧幕府方に与して抗戦するか、新政府軍に恭順するかで二分に分裂したが、忠国は病身を押して藩論を一つにまとめた上で、新政府軍に恭順を誓った。同年、54歳で死去した。

## 系譜
父母
- 松平忠翼（実父）
- 平野氏 ー 側室（実母）
- 松平忠彦（養父）

正室
- 鑾子 ー 奥平昌猷の娘

養子
- 松平忠矩[1] ー 徳川斉昭の九男
- 松平忠毅 ー 黒田長元の五男
- 松平忠誠 ー 大久保忠声[2]の長男